# Cibogo (Padaherang)
Cibogo is een bestuurslaag in het regentschap Ciamis van de provincie West-Java, Indonesië. Cibogo telt 2404 inwoners (volkstelling 2010).